# Hant's Harbour
Hant's Harbour es un pueblo canadiense situado en la provincia de Terranova y Labrador.

## Superficie
Hant's Harbour tiene una superficie de 31,86 km².

## Demografía
En 2021, tenía 318 habitantes, una densidad poblacional de 10 hab./km², y 217 viviendas.